# Deinopa nigricollis
Deinopa nigricollis är en fjärilsart som beskrevs av Butler 1879. Deinopa nigricollis ingår i släktet Deinopa och familjen nattflyn. Inga underarter finns listade i Catalogue of Life.